# Paso Ratón
El Paso Ratón (en inglés: Raton Pass) es un paso de montaña en el camino de Santa Fe en la frontera de Colorado y Nuevo México en los Estados Unidos. El paso Ratón constituye un Monumento Histórico Nacional designado como tal por el gobierno federal estadounidenses. Ratón es un nombre de origen español.
El paso se encuentra en el lado este de la sierra de la Sangre de Cristo entre Trinidad (Colorado) y Ratón (Nuevo México), aproximadamente a 100 millas (160 km) al noreste de Santa Fe. El pase cruza la línea de mesas volcánicas que se extiende al este de las montañas Sangre de Cristo a lo largo de la frontera del estado, y proporciona la ruta terrestre más directa entre el valle del río Arkansas en el norte y el valle superior del río Canadian, que lleva a Santa Fe, al sur.